# Municipio de Santa María del Rosario
Municipio de Santa María del Rosario är en kommun i Kuba.   Den ligger i provinsen Havanna, i den västra delen av landet, 15 km sydost om huvudstaden Havanna.